# ユーロジー
ユーロジー（エウロジー、Eulogy）とは、人物や物を賞賛する演説（頌徳演説）または文（頌徳文）のこと。語源はギリシャ語のεὐλογία（eulogia）で、意味は、εὐ（善い）+λογος（語・句・演説など）、つまり「賞賛」。
「ユーロジー」という語は、死んだばかりの人・人々に捧げられる「追悼演説」「弔辞」を指す場合がある。「ユーロジー」は葬式の一部に含まれることもあるが、宗派によっては伝統からユーロジーを認めない場合もある。
まだ存命中の人・人々を賞賛する場合もあり、それは誕生日といった特別の機会に使われる。
エレジー（悲歌）と混同されることもあるが、エレジーは死者に捧げる詩で、混同してはならない。死んだばかりの人の生涯を伝記や新聞などの出版物で語る「追悼記事（Obituary）」、葬式を指す「obsequies」についても同様である。